# Changsu

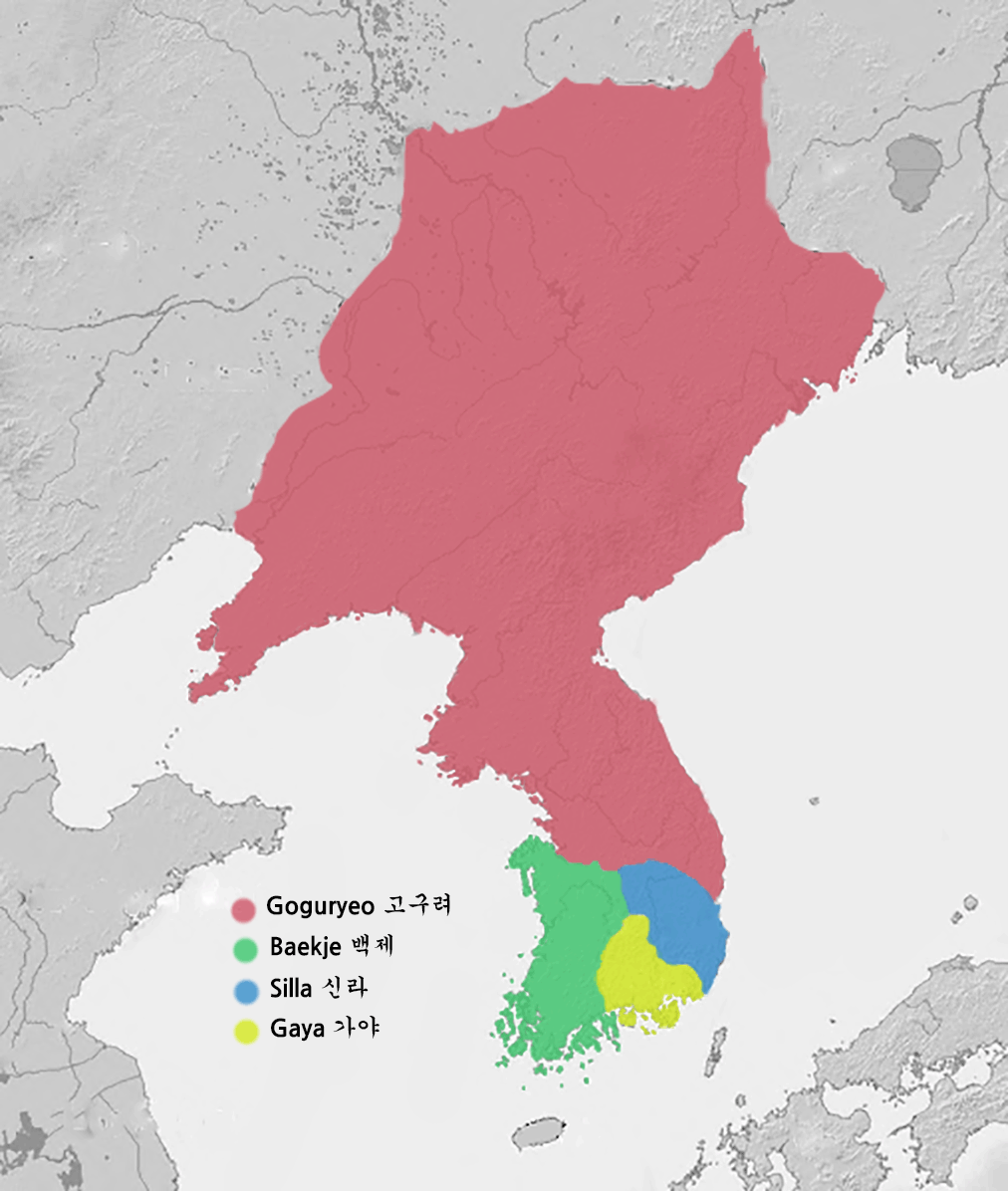
Korea w roku 476

Changsu lub Jangsu (ur. 394, zm. 491) – 20. władca Koguryŏ, największego z Trzech Królestw Korei. Syn Kwanggaet’o Wielkiego, panował w latach 413–491.  
Czas jego panowania był „złotym wiekiem” Koguryŏ, kiedy państwo to było jednym z mocarstw w Azji Wschodniej. Utrzymał tereny podbite przez jego ojca, ale znany był również ze swoich zdolności dyplomatycznych. Podobnie jak jego ojciec Kwanggaet’o, Changsu również miał nadzieję na jedność Trzech Królestw Korei. Ponadto jego długie panowanie pozowliło na udoskonalenie politycznych, ekonomicznych i administracyjnych sfer funkcjonowania państwa. Jest także znany z wystawienia Steli Kwanggaet’o, poświęconej sukcesom jego ojca. Imię Changsu (kor. 장수, chiń. 長壽) oznacza „długie życie”, pasując do jego wieloletnich rządów przez 78–79 lat, aż do naturalnej śmierci w wieku 98 lat. 
Podczas swojego panowania zmienił oficjalną nazwę Koguryŏ (고구려) na skróconą Koryŏ (고려), od której pochodzi słowo Korea w językach indoeuropejskich. 

## Polityka wewnętrzna
Podczas swego wczesnego panowania, Jangsu poświęcił wiele wysiłków na rzecz stabilizacji kraju, który doświadczył  nagłego rozrostu terytorialnego, będącego bezpośrednim skutkiem podbojów Kwanggaet’o. Nowy król nakazał zbudować grobowiec dla swojego ojca, a wraz z nim imponujący, wysoki na 6 metrów obelisk z wygrawerowanym opisem panowania Kwanggaet’o. 
W roku 427 przeniósł stolicę z Kungnae (dzisiejsze Ji’an na granicy chińsko-koreańskiej) do Pjongjangu, co pomogło w osiągnięciu dobrobytu kulturowego i gospodarczego. 

## Polityka zagraniczna
Kiedy Changsu objął koreański tron, sprzyjający Korei okres rozbicia w Chinach zbliżał się do końca. Kontrolę nad północną częścią Chin skonsolidowała wówczas Północna dynastia Wei. Koreański władca był jednak w stanie wykorzystać sytuację polityczną w Chinach na swoją korzyść. 
Changsu utrzymywał kontakty z Wei, a oba państwa ustanowiły formalne stosunki dyplomatyczne w roku 435. Relacje te okazały się przydatne, ponieważ Koguryŏ rywalizowało z Baekje, które potajemnie dążyło do sojuszu wojskowego z Wei przeciwko Koguryŏ. Wei zobowiązało się nie ingerować w sprawy Korei. 
W roku 479 nawiązał przyjazne stosunki z koczownikami Rouran, mając na celu wywieranie politycznej presji na Północne Wei. 
Dzięki udanej polityce międzynarodowej, Korea utrzymała względny pokój z nie-Koreańskimi sąsiadami i nie była zagrożona z północnego zachodu, aż najazdu chińskiego w 598. 